# Tinodes apuanorum
Tinodes apuanorum is een schietmot uit de familie Psychomyiidae. De soort komt voor in het Palearctisch gebied.